# Invasão da Pontifícia Universidade Católica de São Paulo em 1977
A Invasão da Pontifícia Universidade Católica de São Paulo, ocorrida durante a ditadura militar no dia 22 de setembro de 1977, foi uma invasão ao campus sede da Pontifícia Universidade Católica de São Paulo (PUC-SP) por policiais militares, investigadores civis e tropas de choque, chefiadas pelo então Secretário de Segurança Pública do Estado de São Paulo, Coronel Erasmo Dias. Na ocasião, ocorria o 3° Encontro Nacional dos Estudantes, que buscava a reorganização da União Nacional dos Estudantes (UNE), então proibida pelo regime. A assembleia estudantil abrigou milhares de alunos, professores e funcionários das mais diversas universidades brasileiras, e foi descrito pelo Diretório Central dos Estudantes (DCE) da PUC-SP no Jornal Folha de S.Paulo, e publicado em 28 de novembro do mesmo ano.
A assembleia decidia as medidas a serem tomadas em protesto pelo cerco policial da Universidade de São Paulo (USP), da PUC e da Fundação Getúlio Vargas (FGV), no dia anterior, que impediu a realização do "Encontro Nacional dos Estudantes".
Durante a invasão, os policiais atacaram com cassetete e bombas de gás. vários estudantes caíram na rampa e foram pisoteados ou queimados.
Cerca de 900 estudantes foram conduzidos em ônibus da prefeitura ao Batalhão Tobias de Aguiar. Alguns foram conduzidos ao DOPS - Departamento de Ordem Política e Social. Entre os presos, um grande número de estudantes que estavam sem documentos, perdidos durante a invasão.
Na manhã seguinte, o então Cardeal-Arcebispo e Grão-Chanceler da PUC-SP, Dom Paulo Evaristo Arns, ao saber dos fatos e voltando com urgência de Roma, manifestou a frase que emocionou muitos brasileiros: "Na PUC só se entra prestando exame vestibular. E só se entra na PUC para ajudar o povo, não para destruir as coisas".